# True North (album de a-ha)
Pour l’article homonyme, voir True North.
Albums de A-ha
Cast in Steel
(2015)
Singles
1. I'm In
Sortie : 8 juillet 2022
2. You Have What It Takes
Sortie : 16 septembre 2022
3. As If
Sortie : 21 octobre 2022

True North (litt. « Vrai Nord ») est le onzième album studio du groupe norvégien a-ha, sorti le 21 octobre 2022 — soit sept ans après l'album Cast in Steel (2015).

## Production
En septembre 2021, le groupe A-ha annonce un nouveau film et un nouvel album, tous deux intitulés True North, l'album sortira en octobre 2022,, chez Sony Music/RCA Records. L'enregistrement a lieu à la Philharmonie arctique (no) à Bodø, en Norvège, où il s'achève en novembre 2021.
Pour le concept de l'enregistrement d'un album et de l'accompagnement du film, le groupe s'est inspiré de l'album Western Stars (2019) de Bruce Springsteen, dont Magne Furuholmen voulait créer une version norvégienne ; il a parlé du projet d'une « lettre musicale de notre pays natal » et décrit les thèmes de l'album qui rapprocheraient « la nature et l'environnement »,.
La première chanson de l'album I'm In est sortie le 8 juillet 2022, évoquant « un engagement total et une démonstration de soutien à quelqu'un en difficulté », explique le claviériste Magne Furuholmen.

## Liste des titres
| True North | True North                    | True North          | True North | True North | True North | True North | True North | True North | True North |
| No         | Titre                         | Auteur              | Durée      |            |            |            |            |            |            |
| ---------- | ----------------------------- | ------------------- | ---------- | ---------- | ---------- | ---------- | ---------- | ---------- | ---------- |
| 1.         | I'm In                        | Magne Furuholmen    | 5:05       |            |            |            |            |            |            |
| 2.         | Hunter In The Hills           | Paul Waaktaar-Savoy | 4:11       |            |            |            |            |            |            |
| 3.         | As If                         | Waaktaar-Savoy      | 4:56       |            |            |            |            |            |            |
| 4.         | Between The Halo And The Horn | Furuholmen          | 4:11       |            |            |            |            |            |            |
| 5.         | True North                    | Furuholmen          | 4:55       |            |            |            |            |            |            |
| 6.         | Bumblebee                     | Waaktaar-Savoy      | 4:07       |            |            |            |            |            |            |
| 7.         | Forest For The Trees          | Waaktaar-Savoy      | 3:53       |            |            |            |            |            |            |
| 8.         | Bluest Of Blue                | Furuholmen          | 4:34       |            |            |            |            |            |            |
| 9.         | Make Me Understand            | Waaktaar-Savoy      | 3:59       |            |            |            |            |            |            |
| 10.        | You Have What It Takes        | Furuholmen          | 4:22       |            |            |            |            |            |            |
| 11.        | Summer Rain                   | Furuholmen          | 4:15       |            |            |            |            |            |            |
| 12.        | Oh My Word                    | Waaktaar-Savoy      | 3:58       |            |            |            |            |            |            |
| 51:26      |                               |                     |            |            |            |            |            |            |            |

| 13. | I'm In (instrumental) |  | 5:05 |

## Musiciens

### A-ha
- Morten Harket – chant (pistes 1-12)
- Magne Furuholmen – keyboards (pistes 1, 4-5, 8, 11), piano (1-6, 11), synth (9), guitares acoustiques (1, 4, 7-8, 10-12), chœurs (1, 4-5, 8, 10-11), planification (1, 4-5, 8, 10-11)
- Pål Waaktaar-Savoy – guitares (pistes 2-3, 6-7, 9, 12), chœurs (2-3, 6-7, 9, 12), guitares acoustiques (1, 4, 10-11), guitare électrique (5, 8), keyboards (2-3, 6-7, 9, 12)

### Musiciens additionnels
- Kjetil Bjerkestrand - keyboards (pistes 1-12)
- Even Ormestad - contrebasse (pistes 1-12)
- Karl Oluf Wennerberg - batterie (pistes 1, 3-5, 7-8, 11), percussion (2, 6-7, 9-10, 12)
- Per Hillestad - batterie (pistes 1-2, 6-7, 9, 12), percussion (3-4, 8)
- Piero Perrelli - percussion (piste 2)
- Thom Hell - chœurs (pistes 4-5, 7-8, 10-11)
- Erik Ljunggren - planification (piste 5)
- Morten Qvenild - piano (pistes 6, 12)
- Madeleine Ossum - violin (track 8)
- Kjetil Bjerkestrand - arrangements (pistes 1, 4-5, 8, 10-11)
- Joe Mardin - arrangements (pistes 2-3, 6-7, 9, 12)
- Brynjar Lien Schulerud - premier violon : Norwegian Arctic Philharmonic Orchestra (en)
- Anders Eljas -  chef d'orchestre Svømmehallen